# Blansko (nádraží)
Blansko je železniční stanice v západní části okresního města Blansko v Jihomoravském kraji. Nádraží odděluje od centra města řeka Svitava. Leží na trati Brno – Česká Třebová. Stanice je elektrizovaná (25 kV 50 Hz AC). V obvodu stanice se nachází rovněž železniční zastávka Blansko město.

## Historie
Stanice byla vybudována jakožto součást Severní státní dráhy spojující primárně tratě v majetku společnosti procházející Brnem a Českou Třebovou. Práce započaly roku 1843 ve směru od Brna v Obřanech, hlavním projektantem trati se stal inženýr Hermenegild von Francesconi. Práce zajišťovala brněnská stavební firma bratří Kleinů, která po určitou dobu měla svou kancelář v domě rodiny Blodigů ve Svitavách. První vlak dorazil na blanenské nádraží 1. ledna 1849, roku 1869 byla zdvoukolejněna. Roku 1854 byla trať privatisována a provozovatelem se stala Rakouská společnost státní dráhy (StEG).
Stanici původně tvořila stavba o dvou věžovitých blocích spojených přízemní částí s otevřeným zastřešeným prvním nástupištěm. Severně od budovy se nacházel též domek nádražní restaurace spojený s výpravnou přístřeškem a dvoupatrová provozní drážní budova. Roku 1909 byla StEG zestátněna a provozovatelem se staly Císařsko-královské státní dráhy (kkStB), po vzniku samostatného Československa přešla stanice pod Československé státní dráhy
Téměř všechny původní drážní objekty byly v 2. polovině 20. století přestavěny v nový staniční komplex v duchu prosté dobové architektury. K dokončení elektrizace úseku Česká Třebová – Brno došlo až v 90. letech 20. století, pravidelný provoz elektrických souprav zde byl zahájen v roce 1999.

## Popis
Stanicí prochází První železniční koridor, leží na trase 4. Panevropského železničního koridoru. V letech 1992–1998 prošel celý traťový úsek rekonstrukcí, nachází se zde jedno ostrovní nástupiště a dvě jednostranná úrovňová nástupiště s přístupem přes koleje (2019).